# Sedati Gede
Sedati Gede is een bestuurslaag in het regentschap Sidoarjo van de provincie Oost-Java, Indonesië. Sedati Gede telt 11.526 inwoners (volkstelling 2010).